# 濵村美緒
濵村 美緒（はまむら みお）は、日本の文化財研究者。美術工芸の研究、教育者。

## 来歴・人物
2017年奈良教育大学教育学部文化遺産教育専修。2019年同大学院修士課程教育学研究科造形表現・伝統文化教育専修。教育学修士。
- 古代の美術工芸品・建築部材に施された彩色・絵画を中心に、上げ写し技法を用いた模写・観察・色料分析、当初の彩色の様子や用いられた技法の解明を目指す。展示・公開活動、文化財等を扱う教育活動にも関心を寄せる[2]。

## 所属
- 独立行政法人国立文化財機構奈良文化財研究所飛鳥資料館 アソシエイトフェロー

## 研究分野
- 絵画記録保存
- 文化遺産教育

## 論文
- 「国宝平等院鳳凰堂 南側来迎柱の復元模写及び考察」 （平等院研究紀要『鳳翔学叢』2019年）[3]
- 「漆喰下地への描画手法の検討」（『奈良文化財研究所紀要2022』2022年、共同：濵村美緒、濵松佳生）

## 作品・活動
- 2015年〜2021年
  - 愛知県岡崎市指定有形文化財瀧山寺十二神将立像彩色調査 [4]
- 2018年 - 2021年
  - 重要文化財唐招提寺牛皮華鬘残闕彩色調査
- 2019年
  - 奈良県天川村来迎院不動明王二童子立像の彩色調査
  - 国宝 平等院鳳凰堂内法長押・南側来迎柱の復元模写
- 2021年 - 制作「唐招提寺蔵 重要文化財牛皮華鬘残闕の彩色復元図」

## 書籍
- 『波濤を越えて―鑑真和上と美濃の僧・栄叡―』（図録 作品解説「78 牛皮華鬘彩色復元図」岐阜市歴史博物館、2021年）
- 『飛鳥美人 高松塚古墳の魅力』（飛鳥資料館図録第75冊、奈良文化財研究所 飛鳥資料館、共著：石橋茂登、濵村美緒、濵松佳生／2022年）[5]

## 社会活動
- 2017年 - 「地域と伝統文化」教育プログラム 親子ワークショップ「つくってわかる！立体地獄絵」 （奈良国立博物館奈良教育大学大学院「地域と伝統文化」教育プログラム）
- 2022年 - 奈良県芸術体験イベント「アートであそぼ」 （なら歴史芸術文化村）[6]